# Inocybe pseudoreducta
Inocybe pseudoreducta är en svampart som beskrevs av Stangl & Glowinski 1981. Enligt Catalogue of Life ingår Inocybe pseudoreducta i släktet Inocybe,  och familjen Inocybaceae, men enligt Dyntaxa är tillhörigheten istället släktet Inocybe,  och familjen Crepidotaceae. Arten är reproducerande i Sverige. Inga underarter finns listade i Catalogue of Life.